# Magliacane
Magliacane è una frazione nella Marina del comune di Belcastro in Calabria.

## Storia
La baronia di Magliacane fu della famiglia Marincola di Catanzaro prima di passare a Carlo Mannarino di Petilia Policastro. Questo ne vendete un quarto a Giovan Angelo Poerio nel 1648 e il resto a Michele Anania da Zagarise. Nel 1692, Ottavio De Nobili (1628-1697) acquistò il feudo, che restò di proprietà della famiglia De Nobili fino al 1900: l'ultimo feudatario fu lo scrittore Filippo De Nobili (1875-1962).

## Monumenti e luoghi d'interesse
La torre di Magliacane costruita presso la foce del Tacina è ancora attualmente visibile, anche se in degrado.